# Stal'vira Oršuš
Stal'vira Stepanovna Oršuš (in russo Стальвира Степановна Оршуш?; Ulan-Udė, 22 marzo 1993) è una lottatrice russa, specializzata nella lotta libera.

## Palmarès
- Europei

Kaspiysk 2018: oro nei 53 kg.
Bucarest 2019: oro nei 53 kg.
Roma 2020: bronzo nei 53 kg.
- Giochi europei

Minsk 2019: bronzo nei 53 kg.